# Orthopterygium huancui
Orthopterygium huancui är en sumakväxtart som först beskrevs av Asa Gray, och fick sitt nu gällande namn av Hemsley. Orthopterygium huancui ingår i släktet Orthopterygium och familjen sumakväxter. Inga underarter finns listade i Catalogue of Life.